# ۱۲۰ (پیش از میلاد)
۱۲۰ (پیش از میلاد) ۱۲۰مین سال قبل از تقویم میلادی است.